# Parada (Lalín)
Parada (oficialmente Santa María de Parada) es una parroquia española del municipio de Lalín, perteneciente a la provincia de Pontevedra, en la comunidad autónoma de Galicia. En 2022, tenía empadronados 62 habitantes.